# Kuosnajärvi
Kuosnajärvi eller Kuoshnojärvi är en sjö i Finland. Den ligger i kommunen Enare i landskapet Lappland, i den norra delen av landet, 1 000 km norr om huvudstaden Helsingfors. Kuosnajärvi ligger 108,5 meter över havet. Arean är 1,77 kvadratkilometer och strandlinjen är 11,27 kilometer lång. Sjön  ingår i Neidenälvens huvudavrinningsområde. 